# 卡瓦拉亚历山大大帝国际机场
卡瓦拉“亚历山大大帝”国际机场（希臘語：Κρατικός Αερολιμένας Καβάλας, "Μέγας Αλέξανδρος"），是希腊东马其顿和色雷斯大区卡瓦拉专区首府卡瓦拉的国际机场。以開創馬其頓王國的亚历山大大帝命名。

## 航點
- 愛琴海航空（雅典）
- 雅典航空（雅典）
- 奧地利航空（維也納）[季節性]
- 德國之翼航空（柏林、科隆、斯圖加特）[季節性]
- 馬丁航空（阿姆斯特丹）[季節性]
- 奧林匹克航空（雅典）
- 湯馬森航空（伯明罕、倫敦、曼徹斯特）[季節性]